# 安地斯銀鴨
（學名：Spatula puna）是一種鑽水鴨，過去曾被認為是銀鴨的一個亞種，現已提升至物種階層。安地斯銀鴨分布於祕魯的安地斯山區、玻利維亞西部、智利北部、與阿根廷最西北部的阿他加馬高原，棲息在阿爾蒂普拉諾高原等地的大型的湖泊中。

## 外形
安地斯銀鴨體長48-51公分，其頭部自眼睛下方至頭頂均為黑色，頭部下方與頸部則是白色，身體為淺棕色，並有許多深棕色的斑點，喙為淺藍色，中間並有一黑色條紋。安地斯銀鴨與銀鴨主要的形態差別是其喙較銀鴨的為大，且不像銀鴨的喙上有黃色斑塊，胸部斑紋較淡，腹部之後黑白相間的條紋越來越密且趨於模糊，至尾部已無明顯條紋，而是呈灰色。

## 分類
安地斯銀鴨最早於1844年由瑞士博物學家約翰·雅各布·馮·楚迪發表為獨立物種，歸屬於鴨屬，名為Anas puna，隨後被視為同屬另一物種銀鴨的其中一個亞種。2009年一項以粒線體DNA分析鴨科各物種親緣關係的分子系统发生学研究發現鴨屬並非單系群，因此該屬被拆分成四個屬，包括安地斯銀鴨與銀鴨在內的十種鴨被分到新的屬Spatula （拉丁文原意為湯匙、鍋鏟），種小名puna則是來自其分布範圍之一的阿他加馬高原（Puna de Atacama）。
安地斯銀鴨與銀鴨和南非鴨親緣關係較近，這三種鴨有時被獨立成一個稱為Punanetta的屬。

## 生態

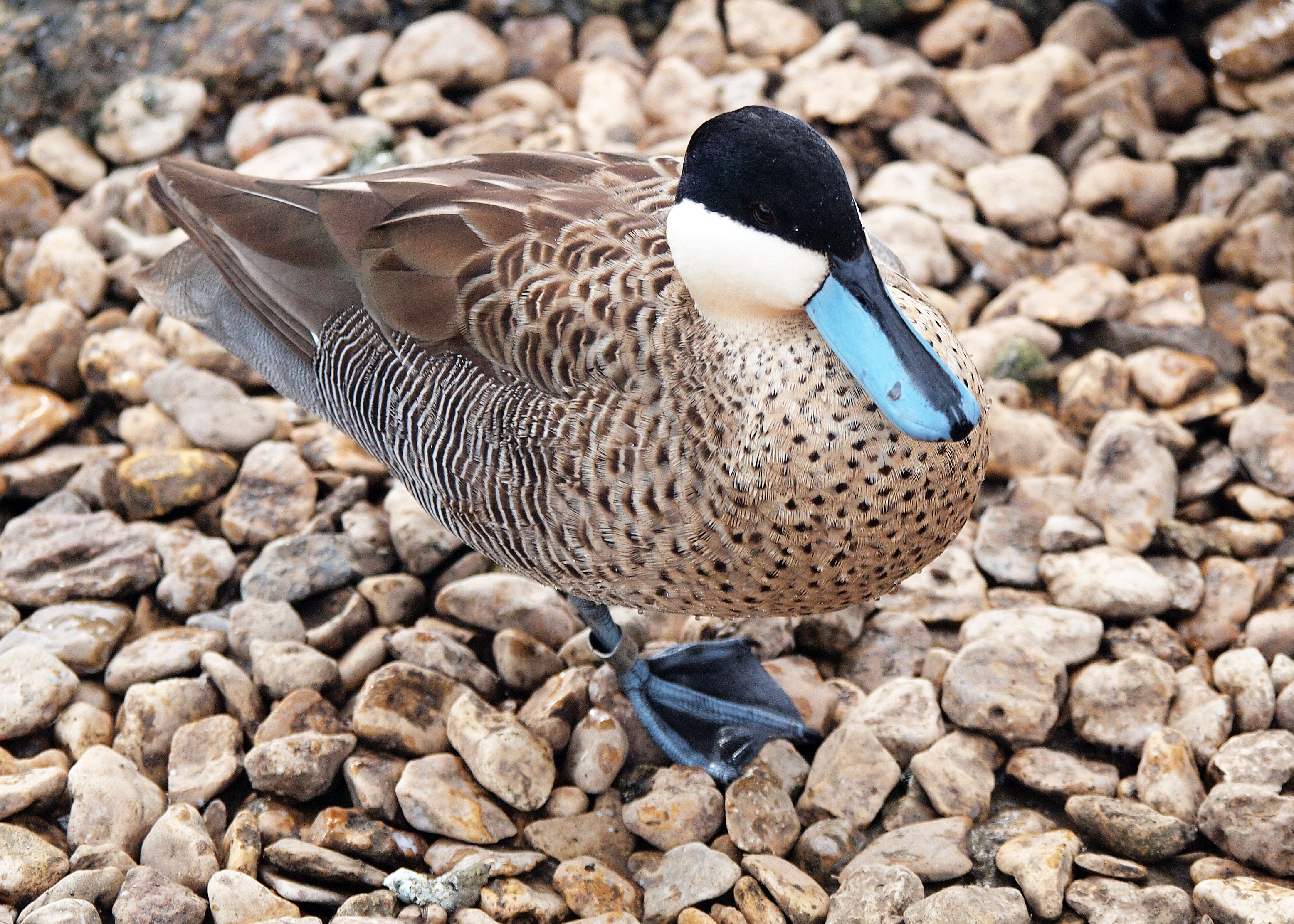
攝於英國斯林布里奇湿地中心

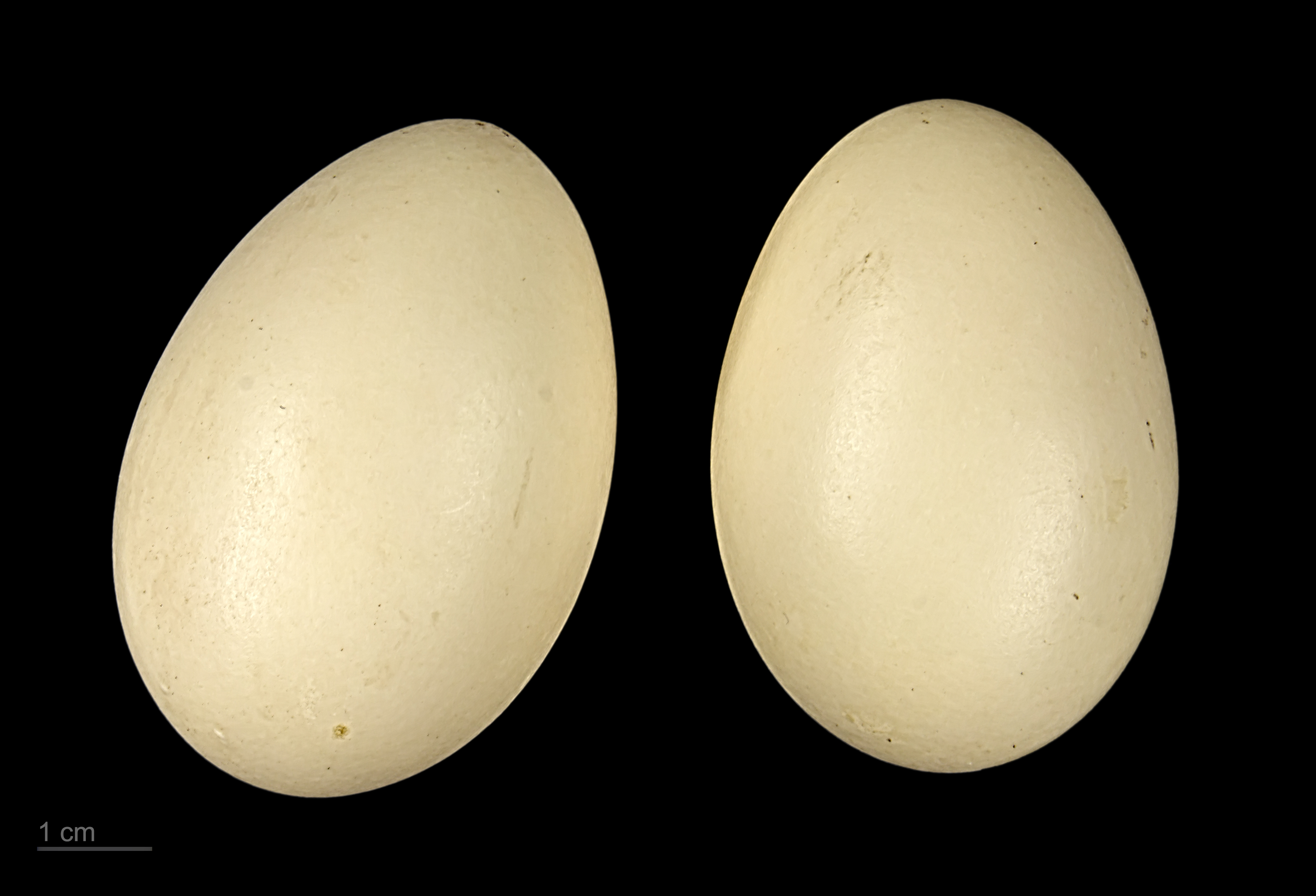
Anas puna

安地斯銀鴨在野外呈小群出現，且可能與銀鴨一起出現，通常在四月至六月於長草叢中下蛋（不一定靠近水邊），其蛋與銀鴨的蛋一樣是粉紅色。父母都參與照護小鴨的工作，另外與銀鴨相同，雌雄鴨會建立長期的伴侶關係。食性、棲地亦與銀鴨相似。